# Protomedicato del Río de la Plata
El protomedicato del Río de la Plata, con sede en Buenos Aires, fue la institución encargada de la salud pública y de la formación de médicos en el Virreinato del Río de la Plata desde el 17 de agosto de 1780 hasta el 11 de febrero de 1822.

## Historia
El Protomedicato era un cuerpo técnico encargado de vigilar el ejercicio del arte de curar, así como de ejercer una función docente y atender a la formación de profesionales. Desde el siglo XV España contó con instituciones semejantes que, en el siglo XVI, extendió a las colonias, creando los protomedicatos de México y del Perú. De este último dependía el del Río de la Plata hasta que al asumir en 1778 el gobierno del Virreinato del Río de la Plata, el virrey Juan José de Vértiz y Salcedo resolvió crear, el 17 de agosto de 1780, el Protomedicato del Río de la Plata en Buenos Aires, debido a las serias deficiencias en los servicios hospitalarios que encontró en su virreinato. Hasta ese momento, era responsabilidad de los cabildos examinar las credenciales y el otorgamiento de licencias a quienes ejercían en sus áreas respectivas.

Contaba Vértiz en sus memorias:
"Otro de los establecimientos que me dictó la humanidad fue el del Real Protomedicato que se erigió en esta Capital, pues el de todo el Perú estaba según la Ley de Indias, unido y anexo a la cátedra de Primera Medicina de la Universidad de Lima; aquel Protomedicato descuidaba en estas partes extremadamente sus obligaciones y aún se dio casos de que a algunos que aquí habían de ejercitar la materia médica los aprobase sin examen y comparescencia personal ante él, contraviniendo a otra expresa disposición de las mismas leyes y en cuya virtud les retiré sus nombramientos, de modo que este experimental conocimiento y la reflexión de que a la distancia de mil leguas nunca podría remediar bastantemente los desórdenes que perjudicaban la salud y conservación de los vasallos del Rey y menos precaver el desarreglo de las boticas, estando siempre a la mira de la bondad de los medicamentos y composiciones, y de la equidad de los precios de esta inaveriguable y enmarañada administración, me indujeron con precisión a no desamparar unos objetos tan importantes como es mantener para la sociedad la vida del ciudadano y aprovecharse a la oportunidad de hallarse aquí el Primer Médico de la Expedición a esta América Meridional, Dr. Don Miguel de Gorman, mandado detener para el arrreglo de los hospitales y economizar sus consumos. Con esta ocasión y por muy notoria suficiencia y conducta de este Profesor de Medicina, le despaché el título de Real Protomédico, concediéndole cuantas facultades corresponden por las leyes a este empleo, y con la extensión y distrito de todo el Virreynato."
Funcionó de manera precaria hasta 1798. El 18 de febrero de 1799 un bando de Antonio Olaguer Feliú, Virrey del Río de la Plata, publicó la Real Orden del 19 de julio de 1798, comunicando la autorización Real para el Protomedicato, para organizar los estudios médicos, ratificando el nombramiento de Michael O'Gorman como catedrático de Medicina, y designando a José M. Carvallo como asesor, creándose entonces en 1801 la primera escuela de medicina en la Argentina, que funcionó en la intersección de las actuales calles Perú y Alsina de la ciudad de Buenos Aires, utilizando también las aulas del Colegio de los Jesuitas. El plan de estudios se basaba en el de la Universidad de Edimburgo.
El primer protomédico fue Michael (Miguel) O'Gorman (1749?-1819), de origen irlandés, que había estudiado en París y Reims y revalidado en Madrid, llegando al Río de la Plata en 1776. Dio los primeros cursos del protomedicato en 1801. También estuvo a cargo de estos cursos Agustín Eusebio Fabre (1729-1820), quien enseñó cirugía. Lo reemplazó en 1802 Cosme Mariano Argerich (1756-1820), un criollo hijo de un médico catalán, que además fue secretario del Protomedicato al suceder a O'Gorman en 1802.
También contaba con un tribunal especial para castigar las faltas cometidas por los facultativos y perseguir a los curanderos. Tenía además una función financiera, pues fijaba aranceles para exámenes y visitas de boticas, regulaba multas, administraba y distribuía esos fondos entre sus miembros o los aplicaba a la finalidad que mejor le parecía.
Los estudios de medicina no lograron atraer interesados en la región del Plata. En la camada de 1804 hubo solo cuatro inscriptos; en las de 1807 y 1810 ninguno. En 1812 solo tenía tres estudiantes por graduarse, que practicaban en el ejército. Las aulas del protomedicato se convirtieron en depósito de material para la guerra. Por otra parte existía el problema de que muchos estudiantes no daban las últimas materias, pues de hacerlo, al recibirse, estaban obligados a prestar su ayuda en las guerras de la independencia.
En 1822 el protomedicato fue reemplazado por un Instituto Médico, y al mismo tiempo se creó el Departamento de Medicina de la Universidad de Buenos Aires.